# 丁冬生
丁冬生（1987年2月—），安徽人，国家重点研发计划青年首席科学家，中国科学技术大学教授。

## 生平
2010年毕业于安徽师范大学物理系，2015年获中国科学技术大学博士学位，同年留校任教。2018年晋升教授。

## 学术贡献
主要从事基于冷原子系统的量子存储、里德堡原子的量子模拟等研究工作。在Nature Physics, Nat. Commun., Physical Review X, Physical Review Letters, Science Bulletin等期刊发表论文70余篇。主持国家重点研发计划项目课题、国家自然科学基金优秀青年基金等科研项目十余项。

## 奖励
- 2016年，获中国科学院优秀博士学位论文奖
- 2018年，获国际大会Light Conference“光学未来之星”奖
- 2019年，获中国光学学会光学科技奖一等奖（第二完成人）[3]
- 2020年，获安徽省自然科学一等奖（第二完成人）[4]
- 2022年，获第十一届饶毓泰基础光学奖[5]
- 2022年，获中国电子学会自然科学二等奖